# Roman Żuchnik
Roman Żuchnik (ur. 28 lutego 1965 w Lublinie) – polski piłkarz występujący na pozycji obrońcy. W I lidze rozegrał 170 meczów.

## Kariera piłkarska
Karierę piłkarską rozpoczął w Motorze Lublin. 24 marca 1984 roku zadebiutował w jego barwach w I lidze, grając w spotkaniu z Widzewem Łódź. W sezonie 1983/1984 wystąpił jeszcze w jednym pojedynku – 19 maja zagrał w meczu z ŁKS-em Łódź. W kolejnych rozgrywkach wystąpił w 13 spotkaniach, a w sezonie 1985/1986 zdobył swojego pierwszego gola na najwyższym szczeblu rozgrywkowym – strzelił bramkę w pojedynku z Pogonią Szczecin, wyprowadzając swój zespół na prowadzenie. Barwy Motoru reprezentował do końca rudny jesiennej sezonu 1987/1988. Wtedy to rozpoczął odbywanie służby wojskowej w Lubliniance.
Pod koniec rudny wiosennej kolejnych rozgrywek powrócił do Motoru i wystąpił w jego barwach w dwóch meczach barażowych, zakończonych awansem klubu z Lublina. Od 1989 do 1993 był ponownie podstawowym graczem Motoru. Odszedł z niego przed rundą wiosenną sezonu 1993/1994 do Siarki Tarnobrzeg. Wiosną 1995 był zawodnikiem Lublinianki a następnie ponownie reprezentował barwy Siarki. To w niej rozegrał swój ostatni mecz w I lidze – 20 kwietnia 1996 wystąpił w spotkaniu ze Stomilem Olsztyn. Łącznie w najwyższej klasie rozgrywkowej w Polsce zaliczył 170 meczów i strzelił pięć goli (tego ostatniego jeszcze jako gracz Motoru w 1992 roku).
Żuchnik w Siarce grał do 1999 roku. Następnie kontynuował swoją karierę w Stali Stalowa Wola, ponownie Siarce, Ładzie Biłgoraj, Wiśle Sandomierz i Górnovii Górno. Zakończył ją w 2007 roku w Sparcie Dwikozy.